# Rob Alef
Rob Alef, eigentlich Ralf Oberndörfer (* 1965 in Nürnberg), ist ein deutscher Schriftsteller, der mehrere Kriminalromane verfasst hat.
Oberndörfer ist als Jurist und Rechtshistoriker freiberuflich tätig. Daneben schreibt er Satiren für Die Tageszeitung und für den Eulenspiegel. Er lebt in Berlin-Friedrichshain. Bis 2018 betrieb er zwölf Jahre lang das Fußball-Blog Volk ohne Raumdeckung.
Vier seiner Romane sind im Rotbuch Verlag erschienen, drei davon kamen später als Taschenbücher im Unionsverlag neu heraus. 2009 wurde sein Roman Das magische Jahr in der Kategorie Bester Roman für den Friedrich-Glauser-Preis nominiert. In diesem Kriminalroman wird auf der Basis eines aktuellen Mordfalls die Geschichte der 68er-Bewegung neu erzählt, wobei Rob Alef hier von der Hypothese ausgeht, dass die 68er-Bewegung sich seinerzeit gegen die Staatsmacht durchgesetzt habe. Der Roman ist wie alle Kriminalromane von Rob Alef eine Mischung aus Kriminalroman und Satire, wobei er auch Elemente der Phantastik einsetzt. So spielen in Das Magische Jahr Rettungspinguine mit Whisky-Namen eine wichtige Rolle.

## Romane
- Bang-Bang stirbt. Shayol, Berlin 2005 ISBN 978-3-926126-44-3
- Das magische Jahr. Rotbuch Verlag, Berlin 2008 ISBN 978-3-86789-025-0
- Die Wölfe. Egmont/VGS, Köln 2009 ISBN 978-3-8025-1792-1
- Kleine Biester. Rotbuch Verlag, Berlin 2011 ISBN 978-3-86789-136-3
- Immer schön gierig bleiben. Rotbuch Verlag, Berlin 2013 ISBN 978-3-86789-184-4
- Kopyshop. Rotbuch Verlag, Berlin 2014 ISBN 978-3-86789-586-6